# Mai 1794

## Événements
- 3 mai (14 floréal an II), France : bataille de Beignon.

- 4 mai (15 floréal an II), France : répression des mouvements de grèves ; les ouvriers travaillant dans les branches d'intérêt général peuvent être réquisitionnés.

- 5 mai ou 29 avril (10 ou 16 floréal an II) : bataille des Gonaïves.

- 7 mai (18 floréal an II) :
  - Institution du culte de l'Être suprême en France[1].
  - Le gouvernement insurrectionnel de Kosciuszko prend des mesures importantes concernant les paysans : abolition du servage personnel, liberté de déplacement, garantie de la possession de la terre, diminution des corvées[2]. Elles seront aussitôt abrogées par les puissances partageantes.
  - Bataille de Liffré.

- 8 mai (19 floréal an II), France : à la suite de leur procès, vingt-sept fermiers généraux sont guillotinés, dont le chimiste Antoine Lavoisier.

- 10 mai (21 floréal an II), France :
  - arrestation de Pache, maire de Paris, remplacé par Fleuriot-Lescot;
  - Madame Elisabeth, sœur de Louis XVI, guillotinée.
  - Combat de Saint-Étienne-en-Coglès.

- 18 mai (29 floréal an II) :
  - Victoire française à la bataille de Tourcoing[3].
  - France : suppression des tribunaux révolutionnaires de province.

- 22 mai (3 prairial an II) : victoire des coalisés à la bataille de Tournai[4].

- 23 mai : suspension de l’habeas corpus pour lutter contre les radicaux en Grande-Bretagne[5].

- 28 mai : couronnement de Narayana III[6](Ang Eng), roi du Cambodge sous la suzeraineté du Siam, qui enlève les provinces cambodgiennes de Battambang et d’Angkor[7] (fin en 1907).

- 30 mai au 5 juin (11 au 17 prairial an II) : bataille de Port-Républicain.

## Naissances
- 4 mai : Heinrich Boie (mort en 1827), naturaliste allemand.
- 24 mai : William Whewell (mort en 1866), minéralogiste et mathématicien anglais.
- 27 mai : Cornelius Vanderbilt, (décède le 4 janvier 1877), était un entrepreneur américain qui bâtit sa fortune dans la construction maritime et les chemins de fer. Il était le patriarche de la famille Vanderbilt.
- 29 mai (10 prairial an II)
  - Antoine Bussy (mort en 1882), pharmacien et chimiste français.
  - Johann Heinrich von Mädler (mort en 1874), astronome allemand.

## Décès
- 1er mai (12 floréal an II) : Louis-Nicolas Van Blarenberghe, peintre français (° 13 juillet 1716).
- 5 mai (16 floréal an II) : Louis-Marie-Athanase de Loménie, comte de Brienne, militaire français (guillotiné).
- 8 mai (19 floréal an II) : Antoine Laurent de Lavoisier, chimiste français (guillotiné).
- 13 mai (24 floréal an II) : Pierre-François Brice, peintre français (° 26 novembre 1714).